# Billy-sur-Oisy
Billy-sur-Oisy település Franciaországban, Nièvre megyében. Lakosainak száma 367 fő (2022. január 1.). Billy-sur-Oisy Corvol-l’Orgueilleux, Andryes, Druyes-les-Belles-Fontaines, Étais-la-Sauvin, Entrains-sur-Nohain, Oisy és Trucy-l’Orgueilleux községekkel határos.

## Népesség
A település népességének változása:
| Lakosok száma | 382  | 379  | 383  | 370  | 365  | 361  | 357  | 352  | 367  |
|               | 2013 | 2015 | 2016 | 2017 | 2018 | 2019 | 2020 | 2021 | 2022 |